# K XIV-klass
K XIV-klassen var en klass av fem ubåtar, byggda för den nederländska kungliga flottan. De användes för patrullering i de nederländska kolonierna. Klassen bestod av K XIV, K XV, K XVI, K XVII och K XVIII. Tre av de fem ubåtarna i klassen gick förlorade under andra världskriget.

## Design
Ubåtarna i K XIV-klassen var de sista som konstruerades av J.J. van der Struyff, en ubåtsdesigner och ingenjör i den nederländska flottan. Ubåtarna i K XIV-klassen var helt nitade och deras tryckskrov var tillverkat av 14 mm tjockt stål. För att öka sjövärdigheten pläterades tryckskrovet med 3 mm tjockt stål. Som en följd av detta var K XVII 200 ton tyngre än ubåtarna i den föregående klassen, K XI-klassen. Detta gjorde dock att ubåtarna i K XIV-klassen kunde dyka så djupt som 80 till 100 meter. Mellan plåten och tryckskrovet fanns utrymme för ballasttankar, bränsletankar, ankare, torpedtuber med mera.
Ubåtarna var indelade i sex avdelningar. Den första avdelningen längst fram innehöll ett rum med fyra torpedtuber som laddades under krigstid, och fyra reservtorpeder lagrade. Rummet fungerade samtidigt som sovutrymme, kök och mäss för besättningen. I den andra och tredje avdelningen förvarades batterierna, och där fanns också sovutrymmen för officerare. Det fjärde utrymmet var nervcentrum för ubåtarna i K XIV-klassen, eftersom det var här alla kontrollpaneler, instrument och kommandotornet var placerade. Kommandotornet var tillverkat av tjockt och tryckbeständigt stål. Det femte utrymmet innehöll maskineriet och dieselmotorn. Det sjätte och sista utrymmet var placerat längst bak och innehöll två torpedtuber och elmotorn. Det fanns också plats för två reservtorpeder. Torpedtuberna på ubåtarna i K XIV-klassen hade en kaliber på 53 cm. För att komma in i ubåtarna fanns sex vattentäta luckor.

## Skepp i klassen
Fartygen byggdes av två olika varv. K XIV, K XV och K XVI byggdes av R.D.M, Rotterdam och K XVII och K XVIII vid Fijenoord-varvet, också i Rotterdam.
| Namn    | Kölsträckt   | Sjösatt           | Levererad        | Öde |
| ------- | ------------ | ----------------- | ---------------- | --- |
| K XIV   | 31 maj 1930  | 11 juli 1931      | 6 juli 1933      | Tagen ur tjänst den 23 april 1946 |
| K XV    | 31 maj 1930  | 10 december 1932  | 30 december 1933 | Tagen ur tjänst den 23 april 1946 |
| K XVI   | 31 maj 1930  | 8 april 1933      | 30 januari 1934  | Sänkt av ubåten I-66 den 25 december 1941 |
| K XVII  | 1 juni 1931  | 26 juli 1932      | 19 december 1933 | Sänkt den 21 december 1941 av en sjömina |
| K XVIII | 10 juni 1931 | 27 september 1932 | 23 mars 1934     | Borrad i sank den 2 mars 1942 för att undvika att ubåten föll i japanska händer. Bärgad av japanska styrkor 1944 men sänkt den 16 juni 1945 av ubåten HMS Taciturn |